# Sånger om framtiden
Sånger om framtiden är det omtryck som gjordes 1977 av Artur Eriksons musikalbum  "När den evigt klara morgon gryr" från 1968. Låtordningen är samma som på originalutgåvan. Däremot är det en annan bild på skivkonvolutet. Skivan gavs ut som Lågpris-LP.